# ウスチュジナ

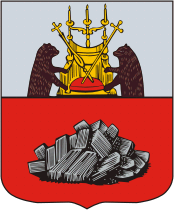
1781年の紋章

ウスチュジナ(ロシア語: Устюжна)はロシア・ヴォログダ州ウスチュグ地区の町。また行政中心地である。人口は7,843人（2021年）
モロガ川が市内を通り、市の中心部はモロガ川南岸部である。また、市の西端にはイジナ川(ru)、市の中央部にはヴォロジャ川(ru)が流れる。州都ヴォログダからは自動車道で西に244kmの距離にある。市の面積は833 km2。
『ウグリチ年代記』の1252年の項に「ウスチュグ・ジェレズヌィー」とあるのが、ウスチュジナを指すとみなされており、史料上の初出をこの年としている。この名称は、ウスチュジナが鉄鉱石（沼鉄鉱）を産出する地であったことによる（ジェレズヌィーは鉄鉱石の意）。厳密な都市の建設年は明らかではないが、13 - 16世紀の間に都市が形成されたと考えられている。また、史料初出時の1252年にはウグリチ公国領に含まれていた。
16世紀にはロシアで最大の製鉄業の町となり、様々な鉄製品、大砲などの製造を行った。

## 姉妹都市
- Kannus(ru)（フィンランド、1995年 - ）
- ベジェツク（ロシア、2005年 - ）